# Anomala catochlora
Anomala catochlora är en skalbaggsart som beskrevs av Ohaus 1915. Anomala catochlora ingår i släktet Anomala och familjen Rutelidae. Inga underarter finns listade i Catalogue of Life.